# Thénorgues
Thénorgues település Franciaországban, Ardennes megyében. Lakosainak száma 85 fő (2022. január 1.). Thénorgues Briquenay, Buzancy, Harricourt és Verpel községekkel határos.

## Népesség
A település népessége az elmúlt években az alábbi módon változott:
| Lakosok száma | 112  | 82   | 85   | 96   | 108  | 94   | 84   | 79   | 81   | 85   |
|               | 1968 | 1982 | 1990 | 2006 | 2013 | 2015 | 2017 | 2019 | 2020 | 2022 |